# Desert Lake
Desert Lake – obszar niemunicypalny w Kern County, w Kalifornii (Stany Zjednoczone), na wysokości 732 m.